# Arne Wallhorn
Arne Olof Henry Wallhorn ursprungligen Karlsson, född 5 februari 1921 på Slite, Gotlands län, död 23 november 1994 i Stockholm, var en svensk tecknare, målare, frimärksgravör och grafiker.
Han var son till gravören Harry Adolf Karlsson och Kally Johanna Margareta Jacobsson och från 1949 gift med läraren Maj Britt Elisabet Backlund (1926–2017). Wallhorn studerade vid Tekniska skolan 1939–1941 och på Konsthögskolans grafiska linje samt för Hugo Steiner-Prag och Arvid Fougstedt vid Skolan för bok- och reklamkonst. Efter studierna anställdes han 1946 som frimärksgravör vid Kungliga svenska postverket först som Sven Ewerts lärjunge och medhjälpare och senare som självständig frimärksgravör. Han utförde ett flertal frimärken i samarbete med dåtidens kända konstnärer där bland annat Otte Sköld, Stig Åsberg, Mark Sylwan och Lars Norrman tecknade förlagorna. Bland hans graverade frimärken märks Ishockeyspelare 1953, Hällristningar 1954, Helikopterpost 1958, SAS-frimärket 1962 och flera Nobel-frimärken. Vid sidan av sitt arbete var han verksam som konstnär och medverkade några gånger i Nationalmuseums utställning Unga tecknare under 1930-talet dessutom har han varit representerad i en rad frimärksutställningar i Sverige och utlandet. Som illustratör medverkade han med illustrationer i olika tidskrifter och publikationer. Wallhorn är representerad med teckningar vid Postmuseum i Stockholm. Makarna Wallhorn är begravda på Solna kyrkogård.